# 薛曼式聲明
薛曼式声明（英語：Sherman(esque) statement，又作薛曼式宣言、薛曼宣言），是一句美国政治的術語，源于威廉·特庫姆塞·舍曼将军所发的宣言。在美國，政治人物在未發表薛曼式聲明之前，都有可能參選。

## 簡介
1884年，不少人认为在美国内战中居功厥偉的薛曼将军可能作为共和党候选人，参加美國總統大选。为此，薛曼将军发出有名的宣言：“如果被提名，我不会接受；如果被选上，我不会就职。”
这种誓言后来被演变成有名的「薛曼（式）宣言」：“如果被徵召，我不会参选；如果被提名，我不会接受；如果被选上，我不会就职」来表明「绝不参选」的决心。
1954年中華民國總統選舉前，蒋中正欲推荐时任国民大会代表的胡适为候选人，惟胡适改編了薛曼宣言，以“如果有人提名，我一定否认； 如果当选，我宣布无效” 的声明，表示不会参选。
1968年被越南战爭弄得焦头烂额的林登·约翰逊总统，用薛曼宣言表示不竞选连任的决心。
2007年，时任美國副总统迪克·切尼被福克斯电视台主持人问及是否有意参加2008年总统大选，他亦逐字逐句地引用薛曼式声明，表明绝对无意参选。同年，贏得諾貝爾和平獎的前美國副总统阿尔·戈尔被记者问及是否有意再次問鼎白宫，他表示无意如此，但不作薛曼宣言。
曾任美军驻阿富汗部队总司令及中央情报局（CIA）局长的彼得雷乌斯将军，也用薛曼宣言表明不会参加2012年总统角逐。
2012年巴拉克·歐巴馬成功連任總統後，美國國內輿論開始猜測2016年的總統候選人。前國務卿希拉里·克林顿曾被多次问起是否参加2016年总统大选，她一直否認。媒体认为，除非她作出薛曼宣言，她仍旧可能回心转意，投入选战。后来事实证明，希拉里果然还是宣布参选总统。2015年4月12日，希拉里正式宣布参选2016年美國總統大選。